# Ramphotyphlops olivaceus
Ramphotyphlops olivaceus — вид змій родини сліпунів (Typhlopidae). Мешкає в Південно-Східній Азії.

## Поширення і екологія
Ramphotyphlops olivaceus мешкають на Філіппінах (острови Самар і Басілан, а також острови Бубуан і Сібуту в архіпелазі Сулу), на Калімантані та на індонезійських островах Серам, Амбон, Місоол і Сангіхе. Вони живуть у рівнинних тропічних лісах та на плантаціях.